# Буранный (Челябинская область)
Бура́нный — посёлок в Агаповском районе Челябинской области. Административный центр Буранного сельского поселения.

## География
Посёлок находится на юго-западе Челябинской области, на расстоянии 15 км к северо-востоку от села Агаповка, административного центра района. Абсолютная высота — 404 м над уровнем моря.

## История
Посёлок основан в 1934 году при центральной усадьбе совхоза «Буранный».

## Население
| 1970 | 1995  | 2002  | 2010  |
| ---- | ----- | ----- | ----- |
| 1154 | ↗3017 | ↘2737 | ↗2980 |

### Половой состав
По данным Всероссийской переписи, в 2010 году численность населения посёлка составляла 2980 человек (1374 мужчины и 1606 женщин).

## Улицы
| - ул. Автомобилистов, - пер. Ближний, - ул. Ветеранов, - ул. Волынцева, - пер. Восточный, - ул. Дачная, | - пер. Дружный, - пер. Зелёный, - пер. Кленовый, - пер. Лазурный, - пер. Майский, - пер. Механизаторов, | - ул. Мичурина, - ул. Молодёжная, - пер. Октябрьский, - пер. Парковый, - ул. Полевая, - ул. Придорожная, | - ул. Радужная, - ул. Садовая, - пер. Солнечный, - ул. Торговая, - пер. Уральский, - пер. Урожайный, | - ул. Фабричная, - пер. Центральный, - ул. Школьная, - ул. Энтузиастов, - ул. Юбилейная, - пер. Ясный. |

## Инфраструктура
В посёлке действуют второй участок ООО «Магнитогорский птицеводческий комплекс», детский сад, начальная и средняя школы, детская музыкальная школа, библиотека, дом культуры, участковая больница, амбулатория и отделение «Почты России».

## Транспорт
Сообщение посёлка с соседними населёнными пунктами осуществляется посредством шоссейных автодорог. По территории посёлка проходит Южно-Уральская железная дорога (участок Южсиба Магнитогорск — Карталы).